# Olijfruggors
De olijfruggors (Arremon taciturnus) is een zangvogel uit de familie Passerellidae (Amerikaanse gorzen).

## Verspreiding en leefgebied
Deze soort telt twee ondersoorten:
- A. t. taciturnus: oostelijk Colombia, centraal en zuidelijk Venezuela, de Guyana's, amazonisch Brazilië en noordoostelijk Bolivia.
- A. t. nigrirostris: zuidoostelijk Peru en noordelijk Bolivia.

## Status
De grootte van de populatie is niet gekwantificeerd maar de soort wordt omschreven als vrij algemeen. Op de Rode lijst van de IUCN heeft deze soort de status niet bedreigd.